# Ecquetot
Ecquetot ist eine französische Gemeinde mit 388 Einwohnern (Stand: 1. Januar 2022) im Département Eure in der Region Normandie (vor 2016 Haute-Normandie). Die Gemeinde gehört zum Arrondissement Bernay (bis 2017: Arrondissement Évreux) und zum Kanton Le Neubourg. Die Einwohner werden Ecquetotais genannt.

## Geografie
Ecquetot liegt in Nordfrankreich etwa 23 Kilometer nordwestlich von Évreux. Umgeben wird Ecquetot von den Nachbargemeinden Criquebeuf-la-Campagne im Norden, Daubeuf-la-Campagne im Osten und Nordosten, Venon im Osten, Villettes im Süden und Südosten, Saint-Aubin-d’Écrosville im Süden und Südwesten sowie Cesseville im Westen und Nordwesten.

## Bevölkerungsentwicklung
| Jahr                      | 1793 | 1851 | 1886 | 1921 | 1962 | 1968 | 1975 | 1982 | 1990 | 1999 | 2006 | 2013 |
| ------------------------- | ---- | ---- | ---- | ---- | ---- | ---- | ---- | ---- | ---- | ---- | ---- | ---- |
| Einwohner                 | 440  | 384  | 345  | 195  | 175  | 158  | 151  | 215  | 272  | 306  | 328  | 383  |
| Quelle: Cassini und INSEE |      |      |      |      |      |      |      |      |      |      |      |      |

## Sehenswürdigkeiten
- Kirche Notre-Dame aus dem 13. Jahrhundert

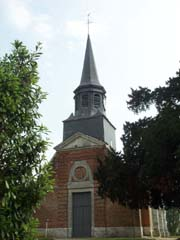
Kirche Notre-Dame